# Maurice Javillier
Maurice Javillier, né le 5 février 1875 à Nevers et mort le 15 juin 1955 à Paris, est un pharmacien et un biochimiste français. Professeur de la chaire de chimie biologique à la Sorbonne, il fut président de l’Académie nationale de pharmacie et de l’Académie des sciences.

## Biographie
Jean-Maurice Javillier, fils d’un pharmacien et viticulteur de Nevers, fait des études de pharmacie à Paris. À partir de la fin de ses études, en 1898, il exerce dans une officine de pharmacie à Tours, ouvre un laboratoire d’analyses, mais donne aussi des cours à l’École de médecine et de pharmacie de cette ville ; il y est nommé  professeur en 1905, après sa thèse de pharmacie sur la présure dans les végétaux, soutenue à Paris en 1904. Assistant du pasteurien Gabriel Bertrand à Paris à partir de 1908, il soutient une deuxième thèse, de sciences cette fois, sur la présence de zinc et ses effets dans certains végétaux. Ces expériences lui valent le prix Longchampt de l’Académie des sciences en 1914.
Mobilisé pendant la Première Guerre mondiale, il participe à la protection contre les gaz de combat, en mettant en particulier au point un respirateur, dit  Cadroy-Javillier ; il étudie aussi les problèmes d’intoxications dans les sous-marins. Il est nommé en 1919 maître de conférences de chimie biologique à la Sorbonne, puis professeur de Chimie agricole et biologique au Conservatoire national des arts et métiers, enfin professeur à la chaire de chimie biologique  de la Sorbonne, en remplacement de Gabriel Bertrand, de 1937 à 1941. Il dirige aussi de 1922 à 1931 le laboratoire de chimie physiologique à l’Institut de recherches agronomiques.
Il est élu membre de l'Académie des sciences en 1936, dans la section d’économie rurale, puis membre de l’Académie nationale de médecine en 1950, un an avant de présider l’Académie des sciences. Il est inhumé au cimetière de Nuits-Saint-Georges.

## Principaux travaux
Javillier a travaillé sur les présures animales et végétales, les oligo-éléments, la vitamine A, le phosphore nucléique. Ses travaux s’inscrivent dans une tradition pasteurienne.

## Prix et distinctions
- Prix Montyon des arts insalubres, et Médaille Berthelot, de l’Académie des sciences pour 1925[5].
- Prix Longchampt de l'Académie des sciences en 1914 et 1928[1].
- Chevalier de la Légion d’honneur en 1918, officier en 1936, commandeur en 1946[1].
- Membre d'honneur de la Société des sciences pharmaceutiques, membre correspondant de l'Académie nationale de médecine et membre d'honneur de l'Académie des sciences de Roumanie[1].

## Ouvrages
- Contribution à l'étude de la présure chez les végétaux, Paris, A. Joanin, 1903.
- Recherches sur la présence et le rôle du zinc chez les végétaux, Lons-le-Saunier, impr. L. Declume, 1908.
- Les Ferments protéolytiques : Étude chimique et pharmacotechnique, Paris, Vigot frères, 1909.
- La Chimie agricole, Paris, Hermann, 1937.
- La chimie des êtres vivants, Paris, Presses universitaires de France, 1944 (réimpr. 1947, 1951, 1959, 1964).
- Les éléments chimiques et le monde vivant, Paris, Flammarion, coll. « Bibliothèque de philosophie scientifique », 1952.